# Celerena nigriceps
Celerena nigriceps är en fjärilsart som beskrevs av W. Warren 1903. Celerena nigriceps ingår i släktet Celerena och familjen mätare. Inga underarter finns listade i Catalogue of Life.